# Hôpital central clinique de Moscou
L'hôpital clinique central de la Direction administrative du président de la fédération de Russie (en russe : Центральная клиническая больница c поликлиникой Управления делами Президента Российской Федерации) (également appelé « hôpital du Kremlin », « Kremlyovka » et « clinique du Kremlin ») est un établissement fortement gardé situé à 14 kilomètres à l'ouest du Kremlin, dans une zone suburbaine boisée exclusive connue sous le nom de Kuntsevo. Il est considéré comme le meilleur hôpital de Russie[réf. nécessaire]. L'hôpital est gardé par le Service fédéral de protection.
Parmi les patients figurent l'élite politique, commerciale, culturelle et scientifique de la Russie (et de l'Union soviétique avant 1991, comme les présidents Iouri Andropov ou Konstantin Tchernenko) et des représentants du corps diplomatique. L'hôpital accepte désormais un nombre croissant de patients privés et payant pour leurs propres soins et il est courant de payer son traitement. Alors que l'hôpital est ouvert au public et que n'importe qui peut théoriquement y être admis et soigné, son prix dépasse de loin les moyens de la plupart des russes et il conserve donc son image élitiste.

## Histoire
Le 13 août 1946, le conseil des ministres de l'Union soviétique a publié un décret sur la conception et la construction d'un nouveau bâtiment de l'hôpital du Kremlin (hôpital de banlieue) de 500 lits. En mars 1947, le gouvernement a identifié le volume de financement (le budget consolidé pour la construction des bâtiments de l'hôpital clinique central n'est validé que le 20 décembre 1963), et en avril 1947, a décidé de placer un nouvel hôpital dans la forêt à Kuntsevo.
Initialement, 150 hectares de terrain lui ont été attribués et, en 1953, la superficie totale de l'hôpital a atteint 209 hectares. La construction de l'hôpital et de ses infrastructures a commencé en 1948. Cependant, malgré les mesures prises, la construction s'est déroulée lentement. Une grande partie du crédit pour la construction d'hôpitaux et l'organisation de son suivi appartient à Vasily Kholodkova. En 1957, la construction des deux premiers bâtiments (no 6 et no 7) abritant 123 lits est achevée. L'hôpital a été ouvert pour le traitement des patients le 29 novembre 1957. Le jour d'ouverture de l'hôpital clinique central est considéré comme le 2 décembre 1957, date à laquelle le traitement du premier patient admis.
En septembre 1960, l'hôpital de banlieue a été rebaptisé hôpital clinique central du quatrième département principal du ministère de la santé de l'Union soviétique. De 1961 à 1963, le bâtiment principal est construit. Il abritait la branche principale des spécialités thérapeutiques et chirurgicales, ainsi qu'un grand département de diagnostic médical (radiographie, physiothérapie, diagnostic fonctionnel). En 1968, le premier centre d'hémodialyse en Union soviétique a ouvert ses portes et en 1973, un centre informatique a été créé.
À la fin des années 1970 et au début des années 1980, l'hôpital réalise des soins thérapeutiques spécialisés pour les spécialités médicales de base : cardiologie, gastro-entérologie, pneumologie, néphrologie, endocrinologie, allergologie, hématologie, neurologie. Plus tard, de nouveaux bâtiments ont été mis en service: en 1981 en anatomopathologique, 1982 en thérapeutique, 1985 en Pharmacie, et en 2001 en soins intensifs opérationnels.
En octobre 2011, une branche des technologies de procréation assistée a été ouverte, et en novembre 2012, le département de neurochirurgie.
Le 30 août 2022, à l'âge de 91 ans, Mikhaïl Gorbatchev meurt à l'hôpital central de Moscou. Selon l'hôpital, sa mort fait suite à une « maladie grave et prolongée,, ». Le 1er septembre 2022, Ravil Maganov, président du conseil d'administration de Lukoil et critique de l'invasion russe de l'Ukraine, meurt des suites des blessures qu'il a subies après être tombé du sixième étage de l'hôpital à la suite d'une visite à l'hôpital ce jour-là par le président russe Vladimir Poutine.